# Gnathopogon caerulescens
Gnathopogon caerulescens és una espècie de peix cipriniforme de la família dels ciprínids que es troba al llac Biwa (Japó).